# 올 아메리칸
《올 아메리칸》(영어: All American)는 미국의 드라마이다. 2018년 10월 10일 The CW에서 처음 방송되었다.